# شمعون بيريز

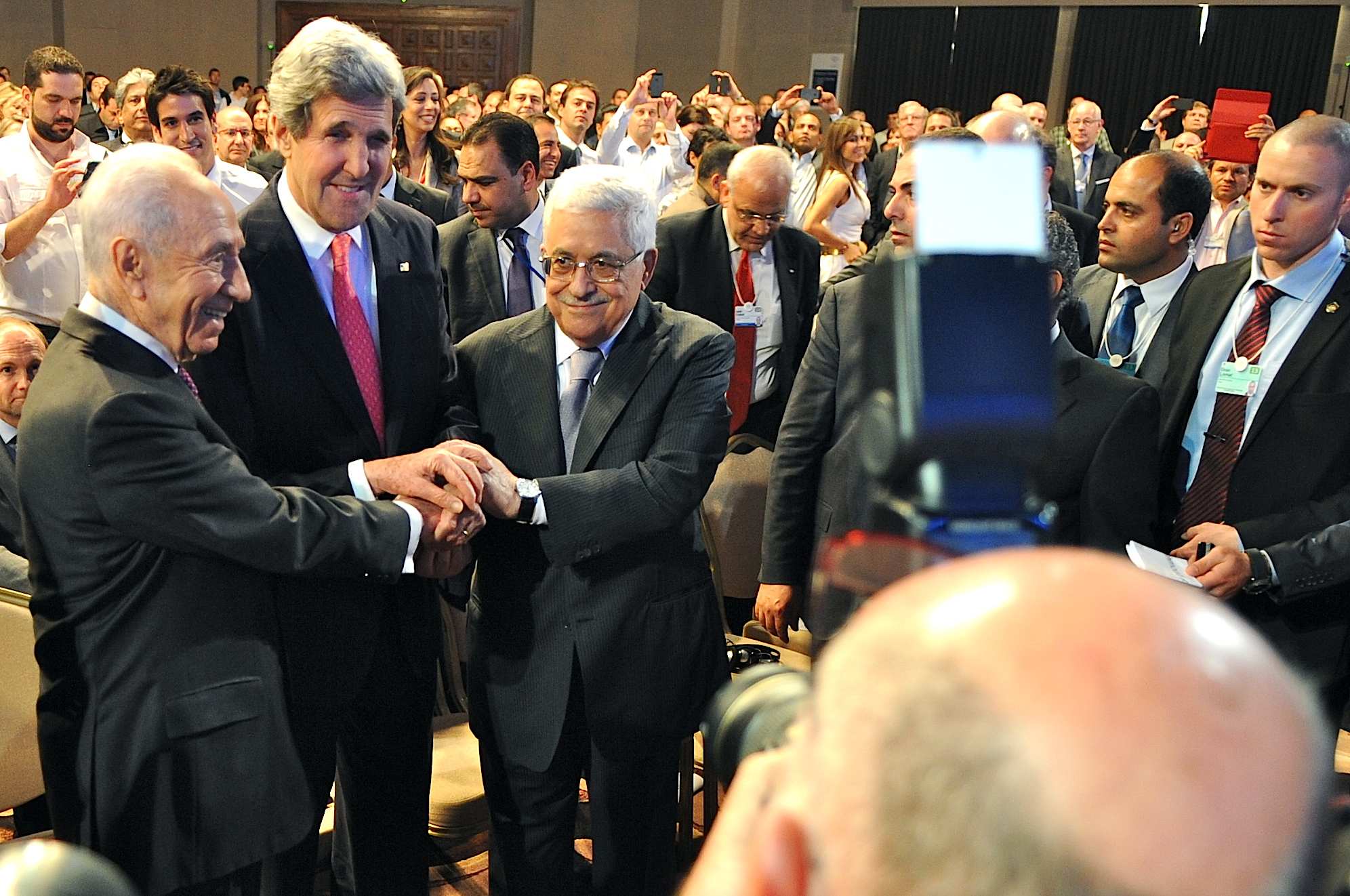
الرئيس الفلسطيني محمود عباس، مع رئيس إسرائيل شمعون بيريز، ووزير الخارجية الأمريكية جون كيري، في المنتدى الاقتصادي العالمي، الأردن 2013

شمعون بيرس (بالعبرية: שמעון פרס ، تلفظ:شمعون بيرس)؛ ولد في 2 أغسطس 1923 وتوفي في 28 سبتمبر 2016، سياسي إسرائيلي، شغل منصب رئيس الدولة (وهو منصب فخري في إسرائيل) من 15 يوليو 2007 وحتى 24 يوليو 2014، كما تولّى رئاسة وزراء إسرائيل مرتين، الفترة الأولى من عام 1984 إلى 1986، والثانية لسبعة أشهر بين 1995 إلى 1996 بعد اغتيال إسحق رابين.
انخرط مبكرا في الشأن العسكري، فكان مسؤولا في منظمة الهاجاناه الصهيونية المسلحة عن الموارد البشرية وشراء العتاد - وهو الدور الذي استمر بلعبه في مناصب لاحقة-، وعمل مع دافيد بن غوريون وليفي أشكول من أهم الزعامات الصهيونية في فلسطين الانتدابية، وبعد تأسيس دولة إسرائيل عُيّن مدير عام وزارة الدفاع الإسرائيلية وعمره 29 عاما، فاهتم بتقوية العلاقات العسكرية مع فرنسا، فنسّق بيريس التعاون العسكري مع فرنسا للسيطرة على قناة السويس التي كان الرئيس المصري جمال عبد الناصر قد أممها آنذاك فيما عُرف بالعدوان الثلاثي على مصر في أكتوبر 1956، كما سيّر العلاقة مع الحكومة الفرنسية مؤسسا للبرنامج النووي الإسرائيلي في ديمونة وصناعات الفضاء الإسرائيلية والعمل من أجل تجنيد الاموال اللازمة لتحقيق هذه المشاريع.
لعب بيريس دورا محوريا في الحياة السياسية الإسرائيلية، فشارك بتأسيس مجموعة من الأحزاب وكان رئيسا لحزب العمل لأطول مدة؛ 15 عاما من 1977 حتى 1992. وكان عضوا في البرلمان الإسرائيلي (الكنيست) لمدة 5 عقود، متقلدا عدّة وزارات ومناصب عليا في الدولة، كما أنه أحد مهندسي المفاوضات مع الفلسطينيين ومع الأردن.

## نشأته
ولد في فيشنيفا في بولندا (أو روسيا البيضاء حسب الحدود الدولية الحالية) باسم شمعون بيرسكي (بالبولندية: Szymon Perski) (بالعبرية: שמעון פרסקי). كان أبوه تاجر أخشاب مقتدر أما أمه فكانت أمينة مكتبة ومعلمة للغة الروسية. هاجرت عائلته إلى فلسطين الإنتدابية في عام 1934 واستقرت في مدينة تل أبيب التي أصبحت في تلك الأيام مركزا لمجتمع المهاجرين الحركة الصهيونية اليهود. تعلم بيرس في مدرسة «غيئولا» في تل أبيب ثم واصل دراساته في المدرسة الزراعية بن شيمن قرب مدينة اللد حيث انضم إلى حركة الشبيبة العاملة. ثم ساهم في إقامة القرية الاستيطانية (كيبوتس) «ألوموت» الواقع بين مرج بيسان وبحيرة طبريا عام 1940. وسرعان ما تقدم في حركة الشبيبة العاملة وأصبح أحد أمنائها. ومنذ العام 1943 أصبح مندوب حزب مباي في هذه الحركة، وقاد صراعا داخليا بين حركات أفرز غلبة مباي.
في 1947 انضم إلى قيادة الهجاناه وكان مسؤولا عن شراء العتاد والموارد البشرية. في ذلك الحين عمل مع دافيد بن غوريون وليفي أشكول من أهم السياسيين الإسرائيليين واللذان أصبحا من كبار زعماء دولة إسرائيل بعد تأسيسها في مايو 1948، فانضم بيرس إلى مجموعة أنصار بن غوريون حيث يعتبره بيرس حتى اليوم راعيه السياسي.
في عام 1945 تزوج شمعون بيرتس من صديقته سونيا لفيت جلامن، التي تعرف عليها خلال دراسته في بن شيمن. أسسوا عائلتهم في كيبوتس الوموت. ولد للزوجين ثلاثة أولاد: تسفيا فالدن، يونتان بيريز، ونحاميا بيرس مهندس، كما أنه جد لثمانية أحفاد وأبو جد لثلاثة.

## صعوده في المؤسسة الإسرائيلية
شرع بيريس بتعميق نشاطه العام عشية حرب 1948 فبعد أن كلف بعدد من المهام في الهاغاناه وبعد إعلان قيام إسرائيل عين لفترة وجيزة رئيساً لخدمات سلاح البحرية، ومن ثم عين رئيساً لبعثة إسرائيل الديبلوماسية في الولايات المتحدة الأميركية عام 1949. وعينه ديفيد بن غوريون قائماً بأعمال مدير عام وزارة الدفاع الإسرائيلية العام 1952، ثم مديراً عاماً للوزارة في 1953 حتى العام 1959.
كان بيريس من المقربين إلى بن غوريون وموشي ديان الذي شغل منصب رئيس أركان حرب الجيش الإسرائيلي، فتولًى بيريس منصب مدير قسم المشتريات في الجيش، واهتم بتقوية العلاقات العسكرية مع فرنسا، رغم عدم رضى وزيرة الخارجية غولدا مائير عن هذا العمل. أظهر بيريس اهتماماً بتعميق العلاقات مع فرنسا في مجالات تطوير الصناعات العسكرية والأبحاث المتعلقة بالجيش والعمل من أجل تجنيد الأموال اللازمة لتحقيق هذه المشاريع. ونجح بيرس نجاحًا باهرًا في الحصول على الطائرات المقاتلة ميراج 3، وبناء المفاعل النووي الإسرائيلي (مفاعل ديمونة) من الحكومة الفرنسية. كذلك نظم بيرس التعاون العسكري مع فرنسا الذي أدّى إلى الهجوم على مصر في أكتوبر 1956 ضمن العدوان الثلاثي.
خلال توليه منصب وزير الدفاع اهتم بيريس بتقوية الحركة الاستيطانية في الأراضي الفلسطينية المحتلة العام 1967. ورشح نفسه من جديد لمنصب رئيس الحكومة في الانتخابات الداخلية العام 1977 لحزب العمل، إلا أنه خسر للمرة الثانية أمام منافسه رابين. ولكنه أصبح زعيماً لحزب العمل خلال العام نفسه عندما أعلن رابين عن انسحابه من ترشيح نفسه لرئاسة الحكومة، ودخل الكنيست التاسعة في المكان الأول لقائمة حزبه، وبدأ بإعادة تصحيح مؤسسات حزبه إثر الهزيمة الساحقة التي تعرض لها حزب العمل في انتخابات الكنيست لصالح حزب الليكود بقيادة مناحيم بيغن. ونجح بيريس من التغلب على رابين في الانتخابات التمهيدية لحزب العمل استعداداً لإنتخابات الكنيست العاشرة والحادية عشرة والثانية عشرة. وتولى حكومة الوحدة الوطنية بين 1984 و 1986 وشاغلا منصب نائب رئيس الوزراء ووزير خارجيتها بين 1986 و 1988، وذلك على أساس التناوب بين حزبي العمل والليكود بزعامة إسحق شامير.

## أزمة السويس 1956
منذ العام 1954، وبصفته قائدًا عامًا في وزارة الدفاع، شارك بيريز في التخطيط لحرب السويس لعام 1956، متعاونًا مع فرنسا وبريطانيا. أرسل بيريز من قبل ديفيد بن غوريون إلى باريس حيث عقد اجتماعات سرية مع الحكومة الفرنسية. وكان بيريز أحد المشاركين الرئيسيين في مفاوضات الاتفاق الإسرائيلي الفرنسي لشن هجوم عسكري. وفي نوفمبر من عام 1954، قام بيريز بزيارة لباريس حيث استقبله وزير الدفاع الفرنسي ماري بيير كونيغ الذي أخبره أن فرنسا ستبيع لإسرائيل أي أسلحة ترغب إسرائيل بشرائها. وفي أوائل العام 1955، كانت فرنسا تشحن كميات ضخمة من الأسلحة إلى إسرائيل. وفي أبريل 1956، في أعقاب زيارة أخرى قام بها بيريز إلى فرنسا، وافقت فرنسا على عدم الأخذ بالإعلان الثلاثي لعام 1950 وتزويد إسرائيل بالمزيد من الأسلحة. خلال الزيارة نفسها، أعلم بيريز الفرنسيين أن إسرائيل قد اتخذت قرار الحرب ضد مصر في عام 1956. وطوال الخمسينيات من القرن العشرين، نمت علاقة متقاربة بشكل استثنائي بين فرنسا وإسرائيل اتسمت بتعاون غير مسبوق في مجالي الدفاع والدبلوماسية. وكمكافئة على عمله كمهندس لتلك العلاقة، مُنح بيريز بصفته قائدًا وسام جوقة الشرف الذي يعتبر أرفع وسام فرنسي.
في بلدية سيفر، شارك بيريز في التخطيط إلى جانب موريس بورغ ماونوري وكريستيان بينياو وقائد أركان القوات الفرنسية المسلحة الجنرال موريس شال، ووزير الخارجية البريطاني سيلوين لويد ومساعده السير باتريك ديان. حشدت بريطانيا وفرنسا الدعم لإسرائيل لتشكيل تحالف ضد مصر. اتفقت الأطراف على شن إسرائيل لغزو ضد سيناء. ومن ثم ستتدخل فرنسا وبريطانيا زاعمتين بأنهما ستفصلان بين القوات المصرية والإسرائيلية المتحاربة وأنهما ستطلبان من الطرفين الانسحاب إلى مسافة 16 كيلومترًا عن جانبي القناة. ومن ثم ستحاجج فرنسا وبريطانيا، وفقًا للخطة، بأن سيطرة مصر على طريق بهذه الأهمية كانت شديدة الضعف وأنه يتعين وضعها تحت إدارة أنغلو فرنسية. في البداية وصف رئيس الوزراء البريطاني أنتوني إيدن الاتفاق في سيفر بأنه «أرفع أشكال الحنكة السياسية». ونجح الحلفاء الثلاثة، ولا سيما إسرائيل، بشكل رئيسي في تحقيق أهدافهم العسكرية المباشرة. إلا أن رد الفعل شديد العدائية من قبل الولايات المتحدة الأمريكية والاتحاد السوفييتي إزاء أزمة السويس أرغم تلك القوى على الانسحاب، الأمر الذي أفضى إلى إخفاق الأهداف السياسية والاستراتيجية لكل من فرنسا وبريطانيا في السيطرة على قناة السويس.

## السياسة الداخلية الإسرائيلية
كان بيريز عضوا في البرلمان الإسرائيلي (الكنيست) لخمسة عقود، فكان قد انتخب عضواً في دورات البرلمان الإسرائيلي (الكنيست) الرابعة والخامسة من قبل حزب مباي، وأشغل منذ 1959 منصب نائب لوزير الدفاع بن غوريون ثم ليفي أشكول. ولقد قام عملياً بإدارة هذه الوزارة بنفسه ما أدى إلى اصطدامه مع رئيس الاركان حاييم ليسكوف ورئيس الموساد ايسار هرئيل.
ألزمه ليفي أشكول بالاستقالة من منصبه فانضم إلى صفوف بن غوريون العام 1965م ليؤسس حزب رافي الذي تزعمه بن غوريون واشتغل بيريس بتنظيم الحزب، فدخل البرلمان الإسرائيلي (الكنيست) السادس ممثلا هذا الحزب. قام عشية حرب 1967 بالسعي من أجل تعيين موشي ديان وزيراً للدفاع في حكومة الوحدة الوطنية التي شكلها اشكول. ثم عاد للعمل على توحيد الحزبين عام 1968 تحت اسم حزب العمل الإسرائيلي، وتولى منصب السكرتير الثاني لهذا الحزب بين 1968 و1969 وأصبح لاحقا زعيما له عام 1977.
بعد انتخابات البرلمان الإسرائيلي (الكنيست) السابعة انضم إلى الحكومة كوزير بدون وزارة، انما مسؤولاً عن شؤون المهاجرين الجدد. ثم عين وزيراً للمواصلات بين 1970 و1974. ثم وزيراً للإعلام في دورة البرلمان الإسرائيلي (الكنيست) الثامنة.
ولما قررت غولدا مئير الاستقالة من رئاسة الحكومة رشح نفسه لرئاسة الحكومة منافساً اسحق رابين ونجح في الحصول على 46% من أصوات الناخبين في حزب العمل. عينه رابين وزيراً للدفاع في حكومته بناءا على اتفاق مسبق بينهما.
بين عامي 1984 و1988، شكل حكومة وحدة وطنية على أساس التناوب بين حزبي العمل والليكود بزعامة إسحق شامير، متوليا منصب رئيس الوزراء في الفترة بين 1984 و1986 ثم متبادلا دور رئاسة الحكومة مع إسحق شامير ليشغل منصب نائب رئيس الوزراء ووزير الخارجية في الفترة بين 1986 و1988. وفي أثناء فترة رئاسته قام سلاح الجو الإسرائيلي بتنفيذ غارة على ضاحية حمام الشط في العاصمة التونسية، مستهدفة مقر القيادة العامة لمنظمة التحرير الفلسطينية فيما عُرف باسم عملية الساق الخشبية.
شغل بين عامي 1988 و1990 منصب وزير المالية. قاد المعارضة داخل البرلمان الإسرائيلي (الكنيست) على رأس حزب العمل في الفترة بين عامي 1990 و1992، وبعد عودة حزب العمل للحكم عقب انتخابات 1992 عيّن بيريز مجدداً وزيراً للخارجية. فشرع في مفاوضات تمخضت عن توقيع اتفاقية أوسلو مع منظمة التحرير الفلسطينية في سبتمبر 1993، تقاسم بعدها جائزة نوبل للسلام مع رابين وياسر عرفات. وفي أكتوبر 1994 وقع معاهدة السلام مع الأردن.

### رئاسة الوزراء الثانية وحرب نيسان
تفوق إسحق رابين على بيريس في زعامة حزب العمل الذي شكّل الحكومة عام 1992 قام رابين بتشكيل الحكومة الجديدة فعين بيريس وزيراً للخارجية، فنظم اتصالات مع منظمة التحرير الفلسطينية ومفاوضات أفضت إلى اتفاقيات اوسلو مُنح على إثرها هو ورابين وعرفات جائزة نوبل للسلام لعام 1994، وفي 4 نوفمبر 1995 تم اغتيال رئيس الوزراء إسحق رابين على خلفية إتفاقية السلام على يد يغال عامير، وهو يهودي متطرف، فتولى بيريس رئاسة الوزراء بالنيابة وأمسك بوزارة الدفاع، وفي في 11 أبريل 1996 أمر بعدوان عسكري شامل ضد لبنان سمي عملية عناقيد الغضب في محاولة للقضاء على المقاومة، قصف فيه مدن لبنان بما فيها العاصمة بيروت، الأمر الذي وصل ذروته يوم الـ 18 من الشهر نفسه حين لجأ مئات اللبنانيين لمركز تابع لللأمم المتحدة في بلدة قانا هربا من القصف الإسرائيلي الذي ما لبث أن إستهدف المركز، وكانت حصيلته حوالي 250 قتيلا وجريحا مدنيا أكثرهم من الأطفال والنساء وكبار السن فيما عُرف بمجزرة قانا.

### حكومة شارون ورئاسة الدولة
شغل بيريز منصب وزير التعاون الإقليمي بين يوليو 1999م حتى مارس 2001م، ثم عين وزيرا للخارجية ونائبا لرئيس الوزراء أرئيل شارون إلى أن استقال في أكتوبر 2002. عاد إلى منصب النائب الأول لرئيس الوزراء في يناير 2005، إلا أنه غادر حزب العمل في نفس العام بعد خسارته الانتخابات الداخلية أمام عمير بيرتز، والتحق بحزب كاديما. في أكتوبر 2007م انتُخب رئيساً لإسرائيل حتى يونيو 2014 حيث خلفه رؤوفين ريفلين من حزب الليكود.

## وفاته
تعرض بيريز في يناير 2016 لوعكتين في القلب في غضون عشرة أيام ونقل إلى المستشفى في المرتين. في 13 سبتمبر 2016، نقل إلى مستشفى تل هاشومير، قرب تل أبيب، إثر تعرضه لجلطة في الدماغ. وصفت حالته الصحية لاحقاً بالمستقرة وبأنه لم يفقد الوعي. وفي 27 سبتمبر 2016 طرأ تدهور جديد على حالته، كما تم استدعاء أفراد عائلته إلى المستشفى من أجل توديعه وإلقاء النظرة الأخيرة. وتوفي في صبيحة يوم الأربعاء الموافق 28 سبتمبر 2016 في تمام الساعة 3:40 صباحا بتوقيت مدينة القدس في مركز شيبا الطبي في تل ابيب.

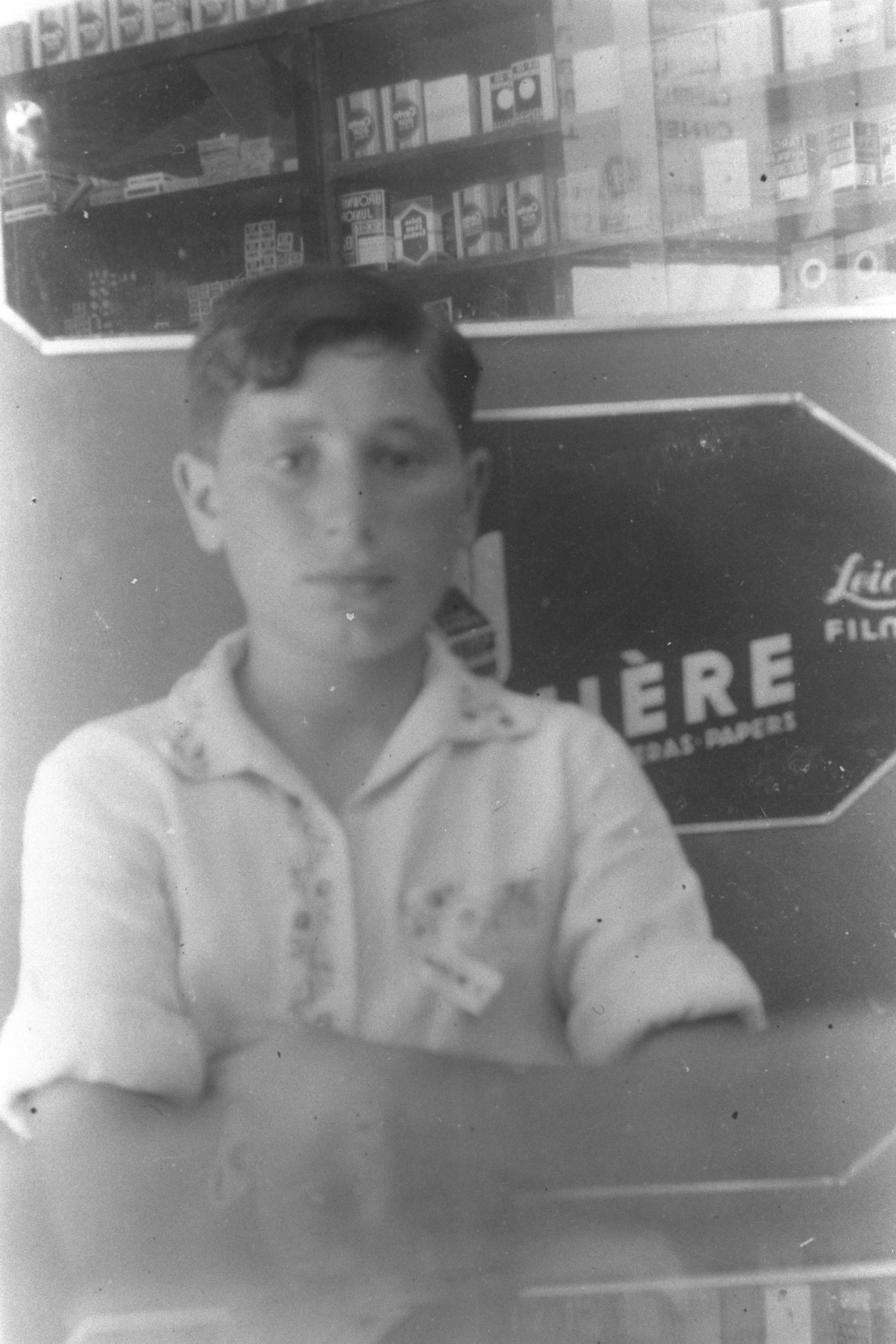
بيريس كان يبلغ من العمر 13 عامًا في عام 1936

تمت مراسم دفنه في يوم الجُمعة 30 سبتمبر 2016م، حيثُ شارك في الجنازة 90 وفداً من 70 دولة في العالم بينهم 20 رئيساً، وعلى رأسهم الرئيس الأمريكي باراك أوباما والرئيس الفرنسي فرانسوا هولاند، وشاركَ أيضاً 11 رئيس وزراء و 20 وزير خارجية، ووصل رؤساء سابقون على رأسهم الرئيس الأمريكي الأسبق بيل كلينتون وكذلك رؤساء وزراء سابقين بينهم توني بلير. كانت المُشاركة العربية في الجنازة محدودة نوعاً ما، حيثُ اقتصرت على ممثلين عن 6 دول عربيّة، فقد شارك في مراسم الدفن الرئيس الفلسطيني محمود عباس ووفد قيادي فلسطين رفيع، ووزير الخارجية المصري سامح شكري، ومن سلطنة عمان السفير خميس الفارس، ومن البحرين مبعوث وزارة الخارجية، ومن المغرب مستشار الملك المغربي، ومن الأردن نائب رئيس الوزراء جواد العناني، ورفض النوّاب العرب في الكنيست الإسرائيلي وعلى رأسهم النائب أيمن عودة المشاركة في الجنازة.

## جوائز واهتمامات

شمعون مع رامسفيلد

حصل بيريز على جائزة نوبل للسلام عام 1994 واقتسم الجائزة مع كل من ياسر عرفات ورئيس الوزراء الإسرائيلي إسحاق رابين، عقب اتفاقية أوسلو التي وقعتها إسرائيل مع منظمة التحرير الفلسطينية عام 1993. في 18 نوفمبر 2008 حاز على الدكتوراة الفخرية في القانون من كلية كينجز لندن. وفي 20 نوفمبر 2008، منح وسام القديس ميخائيل والقديس جرجس برتبة فارس من قبل الملكة البريطانية اليزابيث الثانية في حفل أُقيم في قصر بكنغهام في لندن. كما أنه حاصل على أعلى وسامي شرف مدنيين يمنحان من قبل الولايات المتحدة، وسام الحرية الرئاسي الذي منحه إياه الرئيس الأمريكي باراك أوباما في 13 يونيو 2012، وميدالية الكونغرس الذهبية التي حصل عليها عام 2014.
لدى بيريز اهتمام خاص بالإلكترونيات الدقيقة. وأسس في عام 1997 «مركز بيرس للسلام».

## مؤلفاته
لشمعون بيريز مجموعة من المؤلفات، أبرزها الشرق الأوسط الجديد والذي ترجم لأكثر من ثلاثين لغة.
- المرحلة القادمة (1965)
- إرمي يا دافيد (1970)
- الآن غدا (بالاشتراك مع حاجي أشاد، 1978)
- إذهب مع الناس (1979)
- يوميات أنتافا (1991)
- الشرق الأوسط الجديد (بالاشتراك مع أريي نائور، 1993)
- يوميات قراءة، رسائل للأدباء (1994)
- المحاربة من أجل السلام (بالاشتراك مع ديفيد لنداو، 1995)
- البداية الجديدة (1998)
- مع هرتسل لأرض الجديدة (1999)
- وقت للحرب ووقت للسلام (بالاشتراك مع روبرت لافتون، 2004)
- الحرب كانت طويلة والسلام كان صعباً (بالاشتراك مع بطرس غالي واندري فيرسالي)

## وصلات خارجية
- شمعون بيريز على موقع IMDb (الإنجليزية)
- شمعون بيريز على موقع الموسوعة البريطانية (الإنجليزية)
- شمعون بيريز على موقع مونزينجر (الألمانية)
- شمعون بيريز على موقع ألو سيني (الفرنسية)
- شمعون بيريز على موقع ميوزك برينز (الإنجليزية)
- شمعون بيريز على موقع أول موفي (الإنجليزية)
- شمعون بيريز على موقع قاعدة بيانات الأفلام السويدية (السويدية)
- شمعون بيريز على موقع إن إن دي بي (الإنجليزية)
- شمعون بيريز على موقع قاعدة بيانات الفيلم (الإنجليزية)
- شمعون بيريز على موقع كينوبويسك (الروسية)